# 哈爾基夫齊 (洛赫維察區)
50°21′5″N 33°10′48″E / 50.35139°N 33.18000°E
哈爾基夫齊（烏克蘭語：Харківці）是位於烏克蘭中部波爾塔瓦州裏米爾霍羅德區的村莊，始建於1648年，面積1.88平方公里，海拔高度113米，2001年人口560。